# Puchar Polski 2015-2016
La Puchar Polski 2015-2016 è stata la 62ª edizione della coppa nazionale polacca, organizzata dalla PZPN. La competizione è iniziata il 18 luglio 2015 e si è conclusa il 2 maggio 2016 allo Stadio Narodowy di Varsavia. Il Legia Varsavia ha vinto il trofeo per la 18ª volta nella sua storia.

## Primo turno preliminare
Al primo turno preliminare hanno partecipato le 6 squadre classificatesi agli ultimi sei posti della I Liga 2014-2015, le 18 squadre che hanno partecipato alla II Liga 2014-2015 e le 16 squadre vincenti le coppe regionali.
| Squadra 1            | Risultato             | Squadra 2            |
| -------------------- | --------------------- | -------------------- |
| Rodło Kwidzyn        | 3 - 0 a tav.          | Flota Świnoujście    |
| Boruta Zgierz        | 3 – 0 a tav.          | Widzew Łódź          |
| Wda Świecie          | 3 – 0 a tav.          | Limanovia Limanowa   |
| 18 luglio 2015       |                       |                      |
| Gorzów Wielkopolski  | 3 – 2                 | Kotwica Kołobrzeg    |
| Gwardia Koszalin     | 1 – 3                 | Błękitni Stargard    |
| Resovia Rzeszów      | 1 – 2                 | Puszcza Niepołomice  |
| Odra Opole           | 0 – 1                 | Pogoń Siedlce        |
| Chełmianka Chełm     | 0 – 1                 | Siarka Tarnobrzeg    |
| Olimpia Olsztynek    | 1 – 3                 | Legionovia Legionowo |
| Grunwald Ruda Śląska | 2 – 4 (dts)           | Stal Stalowa Wola    |
| KKS 1925 Kalisz      | 1 – 4                 | Wisła Puławy         |
| Znicz Pruszków       | 0 – 1                 | Nadwiślan Góra       |
| Stal Mielec          | 0 – 2                 | Rozwój Katowice      |
| Górnik Wałbrzych     | 1 – 1 (dts) (3–0 dcr) | Okocimski Brzesko    |
| Rybnik               | 2 – 0                 | Kluczbork            |
| 19 luglio 2015       |                       |                      |
| Wisła Sandomierz     | 0 – 1                 | Sandecja Nowy Sącz   |
| ŁKS Łomża            | 2 – 1                 | Raków Częstochowa    |
| Ślęza Breslavia      | 0 – 1                 | Bytovia Bytów        |
| Ursus Varsavia       | 0 – 1                 | Zagłębie Sosnowiec   |
| 22 luglio 2015       |                       |                      |
| Garbarnia Cracovia   | 2 – 0                 | GKS Tychy            |

## Primo turno
Al primo turno partecipano le 20 squadre vincenti il turno preliminare e le 12 squadre classificatesi ai primi posti della I Liga 2014-2015.
| Squadra 1           | Risultato             | Squadra 2             |
| ------------------- | --------------------- | --------------------- |
| 25 luglio 2015      |                       |                       |
| Górnik Wałbrzych    | 0 – 2                 | Wigry Suwałki         |
| Rybnik              | 0 – 4                 | Dolcan Ząbki          |
| Siarka Tarnobrzeg   | 1 – 4                 | Chojniczanka Chojnice |
| Rodło Kwidzyn       | 2 – 4 (dts)           | Olimpia Grudziądz     |
| Stomil Olsztyn      | 2 – 0                 | Sandecja Nowy Sącz    |
| Arka Gdynia         | 4 – 1                 | Pogoń Siedlce         |
| Boruta Zgierz       | 0 – 3                 | Puszcza Niepołomice   |
| Wda Świecie         | 1 – 0                 | Legionovia Legionowo  |
| Gorzów Wielkopolski | 0 – 1                 | Stal Stalowa Wola     |
| Wisła Puławy        | 2 – 2 (dts) (2-4 dtr) | Zagłębie Sosnowiec    |
| 26 luglio 2015      |                       |                       |
| Garbarnia Cracovia  | 0 – 2                 | Miedź Legnica         |
| Wisła Płock         | 1 – 2                 | Bytovia Bytów         |
| ŁKS Łomża           | 0 – 0 (dts) (6-7 dtr) | Chrobry Głogów        |
| GKS Katowice        | 2 – 0                 | Rozwój Katowice       |
| 28 luglio 2015      |                       |                       |
| Nadwiślan Góra      | 2 – 3                 | Zagłębie Lubin        |
| 29 luglio 2015      |                       |                       |
| Błękitni Stargard   | 2 – 1                 | Nieciecza             |

## Secondo turno
Al secondo turno partecipano le 16 squadre vincenti il primo turno e le 16 squadre della Ekstraklasa 2014-2015.
| Squadra 1           | Risultato             | Squadra 2             |
| ------------------- | --------------------- | --------------------- |
| 11 agosto 2015      |                       |                       |
| Błękitni Stargard   | 2 – 4                 | Zagłębie Lubin        |
| Wda Świecie         | 3 – 0 a tav.          | Korona Kielce         |
| Dolcan Ząbki        | 2 – 3                 | KS Cracovia           |
| Olimpia Grudziądz   | 0 – 2                 | Lech Poznań           |
| 12 agosto 2015      |                       |                       |
| Stal Stalowa Wola   | 2 – 2 (dts) (3-0 dtr) | Piast Gliwice         |
| Puszcza Niepołomice | 1 – 5                 | Lechia Danzica        |
| Jagiellonia         | 2 – 1                 | Pogoń Stettino        |
| Zawisza Bydgoszcz   | 4 – 1                 | Chrobry Głogów        |
| Arka Gdynia         | 1 – 1 (dts) (2-3 dtr) | Chojniczanka Chojnice |
| Wigry Suwałki       | 0 – 2                 | GKS Katowice          |
| Zagłębie Sosnowiec  | 3 – 1                 | Górnik Zabrze         |
| Stomil Olsztyn      | 1 – 5                 | Śląsk Breslavia       |
| GKS Bełchatów       | 1 – 0                 | Bytovia Bytów         |
| Górnik Łęczna       | 0 – 2                 | Legia Varsavia        |
| 13 agosto 2015      |                       |                       |
| Miedź Legnica       | 1 – 2 (dts)           | Podbeskidzie          |
| Ruch Chorzów        | 2 – 1                 | Wisła Cracovia        |

## Ottavi di finale
| Squadra 1             | Risultato   | Squadra 2          |
| --------------------- | ----------- | ------------------ |
| 16 settembre 2015     |             |                    |
| Stal Stalowa Wola     | 1 – 2       | Zawisza Bydgoszcz  |
| 22 settembre 2015     |             |                    |
| Podbeskidzie          | 0 – 1       | Śląsk Breslavia    |
| GKS Katowice          | 1 – 3       | KS Cracovia        |
| 23 settembre 2015     |             |                    |
| Lech Poznań           | 1 – 0       | Ruch Chorzów       |
| Jagiellonia           | 0 – 2       | Zagłębie Lubin     |
| 24 settembre 2015     |             |                    |
| Chojniczanka Chojnice | 2 – 1 (dts) | GKS Bełchatów      |
| Legia Varsavia        | 4 – 1       | Lechia Danzica     |
| Wda Świecie           | 1 – 4       | Zagłębie Sosnowiec |

## Quarti di finale
| Squadra 1                     | Totale | Squadra 2       | Andata | Ritorno |
| ----------------------------- | ------ | --------------- | ------ | ------- |
| 27 ottobre / 16 dicembre 2015 |        |                 |        |         |
| Zawisza Bydgoszcz             | 2 – 1  | Śląsk Breslavia | 0 – 0  | 2 – 1   |
| 27 ottobre / 19 novembre 2015 |        |                 |        |         |
| Zagłębie Sosnowiec            | 3 – 2  | KS Cracovia     | 1 – 2  | 2 – 0   |
| 28 ottobre / 18 novembre 2015 |        |                 |        |         |
| Chojniczanka Chojnice         | 2 – 6  | Legia Varsavia  | 1 – 2  | 1 – 4   |
| 28 ottobre / 19 novembre 2015 |        |                 |        |         |
| Zagłębie Lubin                | 0 – 2  | Lech Poznań     | 0 – 1  | 0 – 1   |

## Semifinali
| Squadra 1                | Totale | Squadra 2          | Andata | Ritorno |
| ------------------------ | ------ | ------------------ | ------ | ------- |
| 15 marzo / 5 aprile 2016 |        |                    |        |         |
| Lech Poznań              | 2 – 1  | Zagłębie Sosnowiec | 1 – 0  | 1 – 1   |
| 16 marzo / 6 aprile 2016 |        |                    |        |         |
| Legia Varsavia           | 6 – 1  | Zawisza Bydgoszcz  | 4 – 0  | 2 – 1   |

## Finale
| Arbitro: | Szymon Marciniak |

|  |           |              |
|  | Marcatori | 70’ Prijović |